# TYC 3251-1875-1
TYC 3251-1875-1 is een zeer zwakke M-ster op ongeveer 37,49 lichtjaar van de zon.